# Aventura
Aventura är en amerikansk Bachata- och R&B-grupp  från Bronx i New York med rötter från Dominikanska republiken. Gruppen skapades 1994 av Anthony Santos, Lenny Santos, Max Santos och Henry Santos Jeter medan de fortfarande gick i skolan. De gick ursprungligen under namnet Los Tennagers (Tonåringarna) men bestämde sig senare för att byta namn till Aventura. Bandet skapade sin egen unika Bachatastil genom att blanda den med hiphop, R&B och reggaeton. De sjunger både på engelska och spanska och blandar ofta språken (Spanglish). Aventura var det första "bachata-pojkbandet" som även sjöng om allvarliga livssituationer, vilket inga andra bachatagrupper gjorde. Det tog hela åtta år för dem att bli kända och accepterade av bachata-publiken som var mycket konservativ när det gällde musiken. Aventura var något nytt och främmande, men när hitlåten "Obsesión" kom ut år 2002 drabbades hela Latinamerika och delar av Nordamerika av den så kallade  "Aventurafebern". Den spred sig ända till latinamerikanerna i Europa och Aventura är nu framgångsrika i hela världen.
Anthony "Romeo" Santos är gruppens frontfigur och skriver de flesta av bandets låtar. Bandet upplöstes år 2011 men återförenades 2014.

## Medlemmar
- Anthony "Romeo" Santos, född 21 juli 1981 i Bronx, New York, USA - låtskrivare, sång.
- Lenny Santos, född 24 oktober 1979 i Bronx, New York, USA - gitarr
- Max Santos, född 1982 i Bronx, New York, USA - bas, sång
- Henry Santos Jeter, född 15 december 1979 i Moca, Dominikanska republiken - sång

## Kontroverser
Som så många andra musiker har Aventura fått sin beskärda del av kontroverser. Den 22 februari 2007 vann Anthony Romeo Santos Pop song of the year, årets poplåt, för sin låt No, no,no med den mexikanska sångerskan Thalia Sodi. Anthony tog emot priset men tackade inte Thalía, i stället tackade han och tillägnade sin sjuårige son Alex låten. Anthony, som komponerade låten, svarade att när han hörde att han vunnit priset var den ende person han kunde tänka på sin son, vilket är anledningen till att han tillägnade honom låten. Han bad Thalía om förlåtelse. Hon kunde inte närvara vid prisutdelningen. 
I slutet av 2006 förbjöd Dominikanska republiken (alla medlemmar har sitt ursprung på Dominikanska Republiken) Aventura att någonsin spela där igen. Anledningen till det var att en minderårig flicka under en konsert gick upp på scenen och började dansa "oanständigt" med gruppmedlemmen Henry Santos Jeter. Aventura uppgav senare att de inte visste att flickan var minderårig. Förbudet att spela på ön hävdes senare p.g.a. de var så älskade i landet.

## Diskografi
Album

### Generation Next, 1999
- Cuando Volveras? ("När kommer du tillbaka?")

- Alexandra

- Mujeriego ("Player", "Kvinnokarl")

- La Novelita ("Den lilla såpan")

- Amor Bonito ("Vacker kärlek")

- No lo Perdona Dios ("Gud kommer inte att förlåta det")

- Coro Dominicano ("Den dominikanska gruppen")

- Dime si te Gusto ("Säg mig om du tycker om mig")

- Un Poeta Enamorado ("En förälskad poet")

- Si me Dejas Muero ("Om du lämnar mig så dör Jag")

- Cuando Volverás (engelsk  remix) ("När kommer du tillbaka?")

### We Broke the Rules, 2002
- Obsesión' ("Besatthet")

- I Believe, Yo Creo ("Jag tror")

- Todavía me Amas ("Du älskar mig fortfarande")

- Perdí el Control ("Jag förlorade kontrollen")

- Amor de Madre ("En mors kärlek")

- Gone ("Borta")

- Mi Puerto Rico ("Mitt Puerto Rico")

- Enséñame a Olvidar ("Lär mig att glömma")

- Nueve y Quince ("Kvart över nio")

- Obsesión (engelsk remix) ("Besatthet")

### Love & Hate, 2003
- Intro

- La película ("Filmen")

- Hermanita ("Lillasyster")

- Mi Niña Cambió ("Min tjej förändrades")

- Pueblo por Pueblo ("Stad till stad")

- I'm Sorry ("Jag är ledsen")

- Déjà Vu

- Conciencia ("Medvetande")

- Llorar ("Gråta")

- Papi Dijo ("Pappa Sa")

- Me Voy ("Jag går")

- Te Invito ("Jag Inbjuder Dig")

- Aventura ("Äventyr")

- La Guerra ("Kriget")

- Don't Waste My Time 4  ("Slösa inte med min tid")

### Unplugged, 2004
- Cuando Volverás  ("När kommer du tillbaka?")

- No lo Perdona Dios  ("Gud kommer inte att förlåta det")

- Perdí el Control  ("Jag förlorade kontrollen")

- Amor de Madre  ("En mors kärlek")

- Gone

- Mi Puerto Rico  ("Mitt Puerto Rico")

- Enséñame a Olvidar ("Lär mig att glömma")

- 9:15 Nueve y Quince ("Kvart över nio")

- Obsesión (engelsk remix) ("Besatthet")

### God's Project, 2005
- Intro

- Angelito ("Lilla ängel")

- La Boda ("Bröllopet")

- Un Chi Chi ("En baby")

- Volvió la Traicionera ("Förräderskan återvände")

- La Niña ("Flickan")

- Our Song ("Vår låt")

- Bar Skit

- Ella y Yo (med Don Omar) ("Hon och jag")

- Un Beso ("En kyss")

- Voy Malacostrumbrado

- Ciego de Amor ("Blind av kärlek")

- Audition Skit

- Por tu Orgullo ("På grund av din stolthet")

- You're Lying (med Nina Sky)

### K.O.B Live, 2006

#### Disc 1
- Los Reyes de La Bachata Moderna [Live] (" Kungarna av den moderna Bachatan")

- Los Infieles ("De otrogna")

- Mi Corazoncito ("Mitt lilla hjärta")

- Perdedor ("Förlorare")

- Controversia ("Kontrovers")

- José

- Skit Anthony, Pt. 1

- Un Beso ("En kyss")

- Cuando Volverás ("När kommer du tillbaka?")

- Skit Lenny

- Llorar ("Gråta")

- Angelito ("Lilla ängel")

- Hermanita & Romeo Skit ("Little Sister & Romeo Skit")

#### Disc 2
- Skit Henry

- Película ("Filmen")

- Todavía Me Amas ("Du älskar mig fortfarande")

- Obsesión ("Besatthet")

- Amor de Madre ("En mors kärlek")

- Skit Mikey

- No lo Perdona Dios/Un Poeta Enamorado/La Novelita ("Gud kommer inte att F

förlåta det"/"En förälskad poet"/"Den lilla såpan")
- Boda ("Bröllopet")

- Skit Anthony, Pt. 2

- Enseñame a Olvidar("Lär mig att glömma")

- Voy Mal Acostumbrado

- Outro

### The Last, 2009
- Intro (The Last)

- Por Un Segundo

- El Malo

- Dile El Amor

- Su Veneno

- Tu Jueguito

- Spanish Fly med Wyclef Jean & Ludacris

- Peligro

- La Tormenta

- El Desprecio

- All Up 2 You med Akon och Wisin & Yandel

- Skit

- La Curita

- Princesita

- Su Vida

- Soy Hombre

- Gracias